# Книрим, Егор Иванович
Егор Иванович Книрим (1807—1846) — лектор немецкого языка в Московском университете.

## Биография
Сын рижского ратмана. Родился в 1807 году в Риге. Получил первоначальное образование в соборной школе в Риге. Окончив курс в Рижской гимназии, он в 1824 году поступил в Дерптский университет на юридический факультет, откуда вышел в 1827 году без права на чин, так как не подвергался окончательным испытаниям.
Прожив несколько лет дома, приготовляясь к учительскому званию, Книрим в 1834 году отправился в Москву и был определен учителем немецкого языка в Московскую губернскую гимназию. 17 октября 1836 года он был приглашен в Московский университет для преподавания немецкого языка, а с 8 октября 1838 года назначен лектором.
Одновременно с этим Книрим преподавал немецкий язык в Александринском сиротском институте, в училище при церкви Петра и Павла и во многих частных заведениях. В 1845 году он был уволен от своих должностей до выздоровления, но весной следующего года скончался. Отмечалось, что его преподавание отличалось большой ясностью и умением приноравливаться к детским понятиям.